# Martin Koscelník
Martin Koscelník (sinh 2 tháng 3 năm 1995), là một cầu thủ bóng đá Slovakia thi đấu cho Slovan Liberec ở vị trí tiền vệ.
Koscelník giành chức vô địch DOXXbet liga 2014–15 cùng với MFK Zemplín Michalovce.

## Sự nghiệp câu lạc bộ
Koscelník sinh ra ở Vranov nad Topľou ở Slovakia. Anh ra mắt tại Fortuna Liga cho MFK Zemplín Michalovce trước FK AS Trenčín ngày 18 tháng 7 năm 2015.

### Bàn thắng quốc tế
Tính đến ngày 7 tháng 9 năm 2021. Bàn thắng và kết quả của Slovakia được để trước.
| #  | Ngày               | Địa điểm                           | Số trận | Đối thủ | Bàn thắng | Kết quả | Giải đấu                 |
| -- | ------------------ | ---------------------------------- | ------- | ------- | --------- | ------- | ------------------------ |
| 1. | 7 tháng 9 năm 2021 | Tehelné pole, Bratislava, Slovakia | 10      | Síp     | 2–0       | 2–0     | Vòng loại World Cup 2022 |